# Soproni borvidék

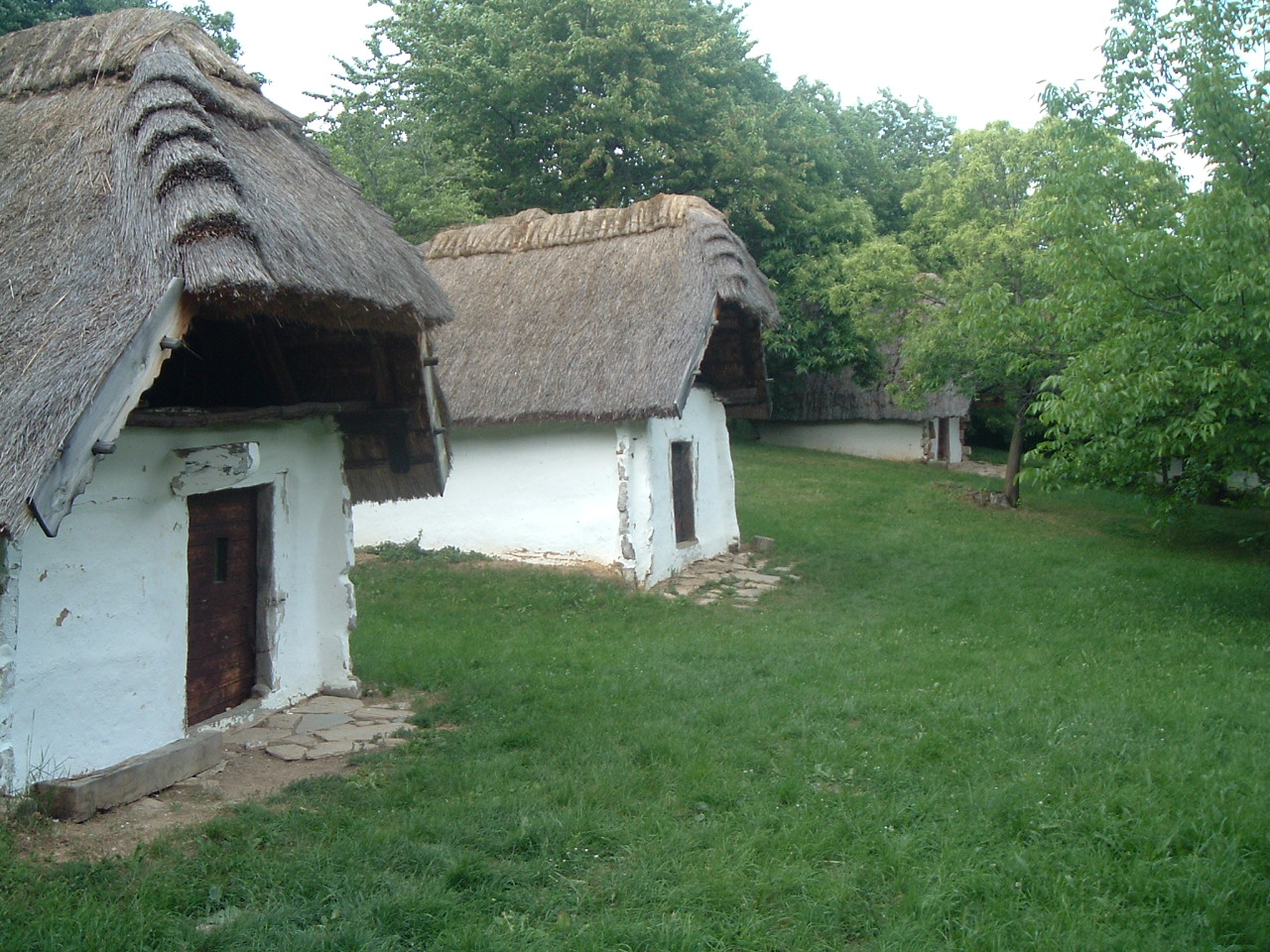
Műemlék pincesor Cákon

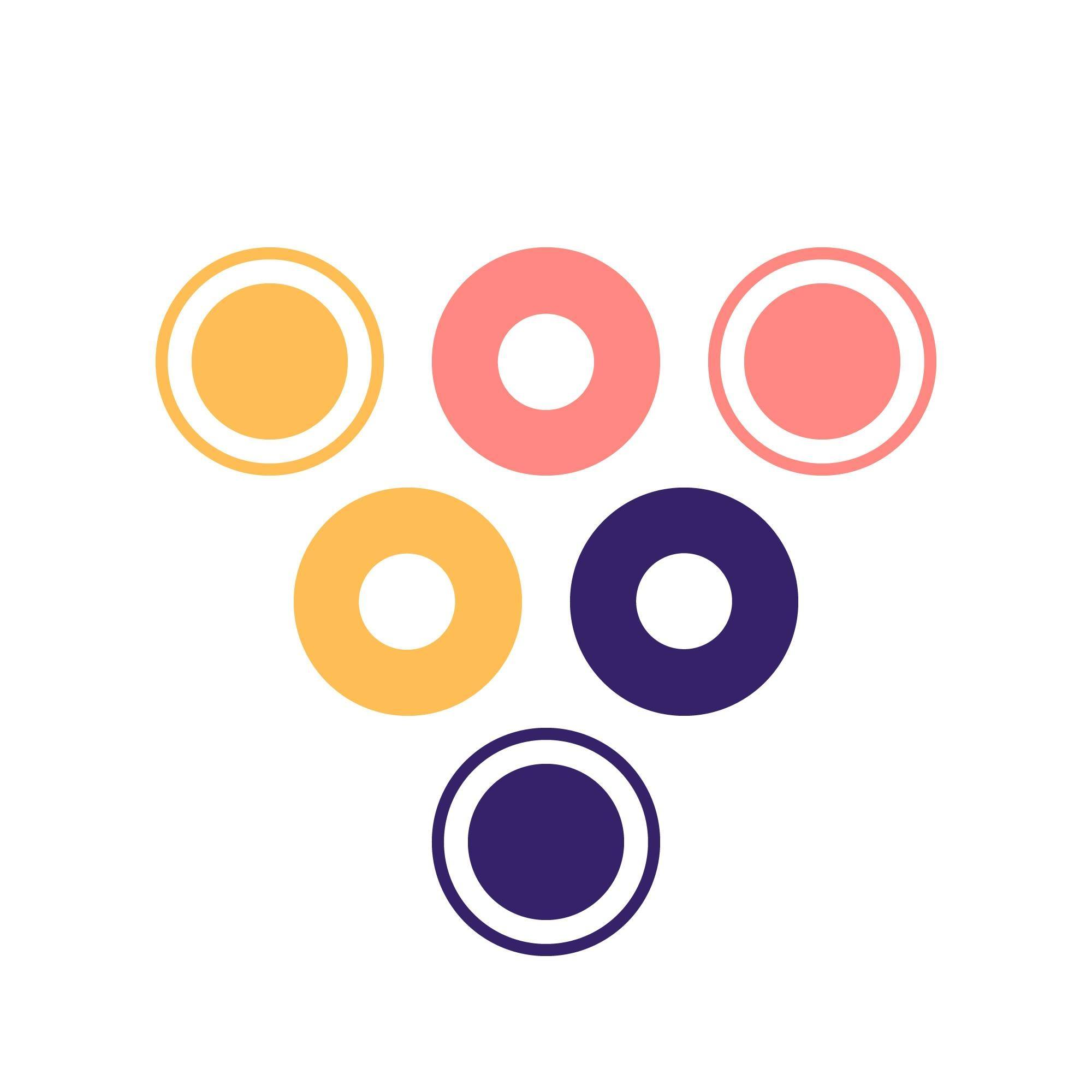

A Soproni borvidék Magyarország egyik legrégibb borvidéke. Összterülete 4287ha: fehérszőlő 274, kékszőlő 1497 ha. Fő fajtája valószínűleg osztrák eredetű kékfrankos.

## Fekvése
Az Alpok lábánál, a Fertő tó déli partján és a Soproni-hegység lankáin terül el. Teljes területe 4287 ha, amelyből 3236 ha első osztályú besorolást nyert, de szőlőt csak 1770 h-on ültetnek. A termőterületet elsősorban a város terjeszkedése csökkenti.
Földrajzi tagolás szerint az Alpokalján, a Soproni-hegységben és a Fertő-tó déli és nyugati szegélyén terül el, mint a lajta-hegységi, ruszti és Fertő-melléki (burgenlandi) Carnuntum borvidék egyenes folytatása. A szőlővidék két nagy tömbben helyezkedik el. Szőlőművelésre talán az északi terület alkalmasabb Fertőrákos, a Fertő és Balf között. Ez a táj a Fertő felé lejt. A déli terület Soprontól keletre, Fertőszentmiklósig húzódik. A várostól délre, a Harka községbe vezető út mellett is
vannak szőlőültetvények.

## Részei, hegyközségei
A borvidékhez a következő körzetek és települések szőlőkataszter szerinti I. és II. osztályú határrészei tartoznak (9/2006. FVM rendelet):
- Kőszegi körzet (kb. 300 ha): Csepreg, Felsőcsatár, Kőszeg, Vaskeresztes, Lukácsháza, Cák
- Soproni körzet (kb. 1 500 ha): Balf, Fertőboz, Fertőendréd, Fertőrákos, Fertőszentmiklós, Fertőszéplak, Harka, Hidegség, Kópháza, Nagycenk, Sopron

## Története
A szőlőtermesztés és borkészítés szokása a kelta korig nyúlnak vissza. Az 1921-ig a soproni borvidékhez sorolt Zárányban (Zagersdorf) a hallstatti kultúra (i.e. 700 körül) emlékeként kelta temetkezési helyen szőlőmagokat találtak. A kelták által Scarbant néven megalapított települést a rómaiak az i.e. 1. században vették birtokba, és ők Scarbantiának nevezték. A római kori borkultúra bizonyítéka a Soproni Múzeumban őrzött bortároló agyagedény (amfora). A híres borostyánút, a kor egyik legforgalmasabb kereskedelmi útvonala is áthaladt a városon.

### Középkor
A hun, majd avar korszakból kevés lelet maradt fenn, de valószínűsíthető hogy a szőlőműveléssel ezek a népek sem hagytak fel. A népvándorlás alatt elpusztult Scarbantia város környékére Nagy Károly idején a 9. században német telepesek költöztek és feltehetően folytatták a szőlők művelését.
A 13. századra a bor már kedvelt ital volt. Oklevelekből tudjuk, hogy a jó helyre telepített szőlők rendkívül sokat értek, nagy gonddal rendelkeznek felőlük. A borfogyasztás egyre nőtt, emiatt Sopron környékén is egyre több területet vontak be a termelésbe. A század végéről fennmaradt források szerint a soproniak a Német-római Birodalomba szállították boraikat. 1277-ben IV. (Kun) László magyar királytól Sopron elnyerte a szabad királyi város címet, 1297-ben pedig királyi privilégiumként kapja, hogy az itt termelt bort szabadon, vám fizetése nélkül szállíthatják. Az Árpád-házi királyok külföldi kapcsolatai, érintkezésük más uralkodókkal, az idegenből jött szerzetesek és telepesek mind növelték a bor keresletét, az ismeretek és eszközök cseréjét. A borkivitel folyamatosan emelkedése főként a nyugati országrésznek (Sopronnak és Pozsonynak) volt köszönhető.
A 14. században, ahogy Kőszeg bortermelése és kereskedelme egyre jelentősebb lett, Sopron gyakran akadályozta, hogy a kőszegi borokat német földre szállítsák, ezért 1367-ben Nagy Lajos király megtiltotta a soproniaknak a kőszegi bor szállításának akadályozását. Ebben az időben a soproni borok Cseh- és Morvaország, valamint Szilézia (Lengyelország) piacaira is rendszeresen eljutottak, kivitelüket számos királyi rendelet szabályozta. A soproni és a közeli Rusztról származó borok ekkor már országosan ismertek és híresek voltak, így Székesfehérvárra és Pestre is szállítottak. Egy 1375-ös feljegyzés szerint Sopron városában összesen 8 polgár adott gabona-, 72 pedig bordézsmát, amely a szőlő- és bortermelés kiemelkedő részesedését bizonyítja. A soproni szőlőhegyek ekkor sok extraneusnak (külső, azaz máshol lakónak) volt birtoka. Egy 1379-es összeírás szerint Sopronban 2000 lélek lakott 200 házban, és a számos vincellér mellett 5 kádár is dolgozott.
A szőlőművelés és borkészítés ebben az időszakban viszonylag kezdetleges, az Európa más részein gyakoroltakkal nagyjából egyező volt. A tavaszi metszést kétszeri — tavaszi és nyári — kapálás követte. A feltételezések szerint a szőlőt évente háromszor kötözték. A kalendáriumi utalások szerint a szüret szeptemberben kezdődött, de gyakran októberre is átnyúlt. Ősszel a tőkéket földdel fedték be, hogy védjék őket a téli fagyoktól. A szőlő szaporítása a gyökértelen szőlővesszők elültetésével történt. A bor készítése az ókori technikáktól nem különbözött számottevően, a taposás, erjesztés, majd tárolás a háznál zajlott. A prés használata nagyon ritka volt, de a 14. században már Sopronban és Budán is használták. A korábban használt agyagedényeket felváltotta a fahordó, amely dongáit mogyoróvesszőkkel rögzítették egymáshoz.
A 15. században tovább emelkedett a bor iránti kereslet, valamint finomodtak a borkezelés módszerei. A ruszti borok kiemelkedő hírnévre tettek szert, Sopron magas vámokkal próbálta akadályozni a ruszti szállítmányokat. A fennmaradt források szerint ebben az időszakban jelent meg a vörösbor hazánkban. Nagy Lajos király után Mátyás király is külföldről, elsősorban az itáliai Campaniából és a Franciaországi Champagne-ból és Burgundiából hozatott kékszőlő vesszőket. Sopron és Pozsony környékén is ekkor jelent meg a vörösbor először. A török elől menekülő rácoknak köszönhetően ugyanebben a korszakban került a kadarka szőlőfajta és a vörösbor készítéséhez nélkülözhetetlen héjon erjesztés technológiája hazánkba. A soproniak borkereskedelme igen intenzív volt, III. Frigyes német-római császártól 1470-ben kapott engedélynek köszönhetően 200 hordó bort szállíthattak Ausztrián át Morvaországba.
A 16. század elején tovább nőtt a bor iránti kereslet. Mátyás halála után széteső állami centralizáció, az 1514-es parasztfelkelés, valamint 1526-os mohácsi csata utáni török előrenyomulás szétzilálta a borkereskedelmet. Sopron fontossága felértékelődött, hiszen azon kevés borvidékeink közé tartozott, amelyek nem kerültek török kézre. A közbiztonság hanyatlása nehezítette a borok szállítását, de a soproni bor még mindig keresett volt főként Lengyelországban, de a belföldön harcoló katonaság fogyasztásának fedezésében is jelentős részt vállalt. A század közepére – a kiváltságoknak köszönhetően – megteremtődtek a borkimérés feltételei. Sopron polgárai szabott áron, meghatározott időszakokban jogosultak voltak saját boruk kimérésére (úgynevezett "kocsmáltatás"), ezeket a házi kiméréseket nevezték "Buschenschank"-nak. A borfogyasztás okán természetesen sok kihágás történt, ezért a városi tanács 1523-ban elrendelte, hogy este 8 órakor szólaltassék meg a "Lumpenglocke" (lumpenharang), amely a borkimérések zárását jelezte.
A 17. században Pozsony mellett Sopron borkereskedelme volt a legélénkebb. A polgárok szőlőiket napszámosokkal műveltették. A bécsi udvarban nagyon kedvelték a soproni bort; az uralkodó család is itta. Az egyik legnépszerűbb az édes bor volt, amelyet valószínűleg a Fertőnek köszönhető párásabb helyeken töppedt szőlőből készítettek. Az írott emlékezet megörökítette az 1585, 1586, 1617, 1644 és 1669 évjáratok kiemelkedő termését. A kivitel szempontjából a soproni és pozsonyi boroknak kialakult útvonalai voltak: Sziléziai állomással részben Lipcse, részben pedig Berlinen át Poroszországig, illetve Stettinen át egészen északra is eljutottak. A század utolsó harmadában a kiviteli lehetőségek beszűkültek, a nyugatra irányuló kereskedelmet Ausztria saját piacainak védelme, valamint az udvar és a magyar főnemesség közötti egyre feszültebb viszony gátolta, a lengyel és orosz piacokon pedig egyre inkább a Tokaj-hegyaljai borokat kedvelték. Ennek ellenére a szőlőművelés és borkészítés a soproni polgárok biztos bevételi forrása maradt.

### A 18. századtól a filoxéráig
A 18. század elején a soproni bor a hegyaljai borok növekvő hírneve ellenére is keresett maradt. A bortermelés nagyságára következtethetünk a mennyiségi szempontból kiemelkedő 1719-es esztendő adataiból, amikor is több mint 60 000 akó (kb. 40 000 hl) volt a termés, amely nagyobb része tároló edények hijján meg is romlott. Általában ennek a mennyiségnek a fele termett meg a borvidéken (kb. 20 000 hl). Komáromy János 1713-ban Bázelben megjelent "De Vinis Semproniensis usu et abusu", valamint Bél Mátyás 1723-ban "Hungarieae antiquae et novae Prodromus" című munkák egyaránt lelkesedéssel írtak a soproni bor gyógy- és csodatévő hatásairól. A század második harmadában számos, a magyar termelők számára hátrányos vámrendelkezést léptetett érvénybe a bécsi udvar, továbbá az Osztrák örökösödési háborúban elvesztett Szilézia pedig a soproni bor legnagyobb külpiacának megszűnését jelentette. Az 1754-ben bevezetett porosz vámok, valamint további illetékek kiszabása a borkivitelt 70-80%-kal csökkentették. Míg 1751-1753 között 2673 hordó bort vittek külföldre, addig a rákövetkező évben a termelők arról panaszkodtak, hogy több évi borkészlet van a pincékben, miközben az adókat nem tudják befizetni. Az export piacok jelentős beszűkülésének következménye a szőlők jelentős részének kiirtása lett, amely következtében az adók negyed része folyt be a város kasszájába. A kivitel feltételeit a sorozatos kérelmek és javaslatok ellenére nem könnyítették, sőt nagyobb mennyiségű, gyengébb minőségű osztrák bor került be az országba.
Az Mária Terézia a 18. század végén burgundi szőlővesszőket hozatott Franciaországból, amelyekből került Sopronba is és Rusztra is. A fehérbor közel egyeduralkodó maradt, a vörös szerepe ekkor még marginális volt a Fertő körül. Hazánk vezető vörösborai ebben az időben az egri, a szekszárdi, a budai és a villányi voltak. A magyarországi szőlőtermesztés ekkor már hanyatlott, ez természetesen a még mindig vezető Sopront és Pozsonyt sem kerülte el. Országos viszonylatban a szőlőművelés ekkortájt megfelelt a nyugat-európai színvonalnak, azonban a borkezelés hanyag volt, messze elmaradt a nyugatitól, sok volt a hibás, rosszul kezelt, megecetesedett bor.

#### A poncichterek
A soproni szőlőművesekre használt gyakori kifejezés a "poncichter", németes írásmódban "Ponzichter". A kifejezés a német "Bohnenzüchter" (babtermelő) szóból származik, mivel a helyi borosgazdák a szőlő- és bortermesztési tevékenységüket a szőlősorok közé ültetett zöldségek termesztésével egészítették ki. A legfőbb zöldség a bab volt, de előfordult a paradicsom, a burgonya és a káposzta is. A zöldségek eladásából származó plusz bevétel gazdaságosabbá tette a termelést, miközben a szőlő művelését nem akadályozta. A poncichter megnevezést nem alkalmazták hivatalosan, nem társadalmi vagy vagyoni kategória, minden bortermeléssel foglalkozó gazdát így neveztek. A kifejezés már használatban volt a 19. században is, de vélhetően jóval korábban keletkezett. A soproni borosgazdák ma is büszkén vállalják poncichter őseiket.

#### A kékfrankos legendája
Napóleon császár katonái 1809 májusában foglalták el Sopron városát. A helyieknek beszállásoltatási kötelezettségük volt, napi háromszori étkezést és bort kellett biztosítani a katonáknak. Természetesen a franciák nem elégedtek meg a napi kb. 1 liter előírt bormennyiséggel, ezért igényüket a "Buschenschankokban" (kimérésekben) próbálták kielégíteni. A részeg katonák randalírozása egyaránt sok gondot okozott a soproniaknak és a francia katonai vezetésnek is, ezért este 9 óra után megtiltották a borkimérést. Ennek ellenére is állandóak voltak a rendbontások. A megszállás ideje alatt összesen több mint 100 000 liter bort kellett a franciáknak átadni, sőt ezen felül hadisarcként is vittek magukkal az italból. Ezt a mennyiséget a soproniak a környékbeli gazdákra előírt beszolgáltatási kötelezettséggel tudták csak fedezni.
A kékfrankos név eredetét ebből az időből származó helyi történet magyarázza. Amikor a franciák a poncichterektől bort vásároltak, frankkal fizettek. Viszont kétféle frank is forgalomba volt, ezek közül a poncichterek csak a kék színű frankot fogadták el. A történet csak legenda, hiszen abban az időben még mindig a fehérborok termelése dominált a borvidéken, a kékfrankos fajtát bár valóban ismerték, tömeges telepítése csak a filoxéra-vészt követően történt meg.
A francia csapatok 1809 novemberében hagyták el Sopront, a helyi gazdák és szőlőik már néhány év múlva ki is heverték a megszállás által okozott károkat.

#### A 19. század
A 19. században folytatódott a magyarországi szőlők és a bortermelés és kereskedelem hanyatlása, amely nem kerülte el a soproni gazdákat sem. Ennek ellenére a soproni borokat a nemesebb borok között említették, továbbra is híres maradt az aszús édesbor, amely a zapfner, azaz a furmint fajtából készült, de a weyrer (muskotály) fajtát is kedvelték. Schrams Ferenc 1828-as magyarországi szőlészetről és borászatról szóló összefoglaló munkájában Ruszt és Sopron esetében megjegyzi, hogy október végén kezdték a szüretet és sokszor decemberben fejezték be a szedést. Magyarországon itt tartott legtovább a szüret. A különböző évjáratok borát külön kezelték és tartották. Kiemeli az aszú borok jelentőségét, amelyből Pestre, Bécsbe és Prágába is szállítottak.
Fényes Elek 1847-ben megjelentetett "Magyarország leírása" c. munkájában számos fontos adatot tudhatunk meg a Sopron és Ruszt környéki szőlőkről. Fényes kiemeli az alacsony hozamokat, amely kataszteri holdanként 7,5 soproni akónál (kb. 8-9 hl / hektár) nem több, míg más vidékeken ennek 2-3 szorosát is megtermelik holdanként. A helyiek a minőséget a mennyiségért nem áldozzák fel soha, jegyzi meg. A híres és keresett aszú bor a Fertő partján nyúló dombok keleti oldalán terem. Fényes a termőterületek nagyságáról is ír, a Sopron környéki szőlőket kb. 900 hektárra, a rusztiakat 130 hektárra, a közeli rivális Kismarton vidéki ültetvényeket 130 hektárra teszi. Az osztrák vámok továbbra is nehezítik a kivitelt, így teret kap az "üzérkedés". Több bor Ausztria irányába, kevesebb Szilézia felé hagyja el a borvidéket. Megjegyzi, hogy a porosz vámok miatt a soproni bor Sziléziában nem tud versenyezni a rajnai borokkal, "a borkereskedés most nyomorult", írja. Ekkor Sopronban összesen 40 borkereskedő dolgozik.
Az 1848-as márciusi törvénykezés számolta fel a hűbéri viszonyokat, létrehozva ezzel a szabad paraszti tulajdont. Eltörölték a papi tizedet, a robotot és bevezették a közteherviselést, amely összességében megteremtette a magántulajdon és a tőkés fejlődés alapfeltételeit.
A 19. század második harmadában a vörösbor részesedése 5-10% körül volt, egy 1893-as polgármesteri jelentés szerint a vörösborok már kb. 30-40%-os arányát látjuk, amely töretlen és gyors növekedésre utal.
Drinóczy György csornai kanonok 1847-ben a borvidékre vonatkozóan közölt leírásai szerint a legelterjedtebb szőlőfajták a zapfner, azaz a furmint és a weyrer, vagyis a sárga muskotály voltak, de előfordult az auguster, azaz a fehér gohér, a lindenblättriger, vagyis a hárslevelű, a kolmreifler, azaz az ezerjó, a sárfehér, a krämler, vagyis a barnafehér (talán tramini), a gyöngyfehér és a fehér kecskecsöcsű is. Említésre méltó vörösborszőlő csak a portugieser és a fekete muskotály (valószínűleg kékfrankos) volt, de a vörösborok a termelésnek csak 5-10%-át tették ki.
Jó képet kapunk a borvidéken közvetlenül a filoxéra előtt termesztett szőlőfajtákról a Keleti Károly-féle 1875-ben megjelent "Magyarország szőlészeti statisztikája" c. munkából. Az eladásra szánt bort leginkább a zapfner fajtából (furmint) szűrték, a többi fehér fajtát "hitványnak tartották". A fehérek közül termesztették az augusztert (gohér), a rakszőlőt, a muskotályt, a zöld- és piros veltelinit, a fehér- és vörös dinkát, a zöld szilvánit, a fehér kecskecsöcsű és az ezerjó fajtákat. Keleti szerint a "a feketék közül csak a burgundit becsülik".

### A filoxérától a második világháborúig
A filoxéra Sopronban a 19. század utolsó évtizedében jelent meg. A védekezési munkálatok vezetője Vetter Pál volt, aki az első időszakban a fertőzött tőkéket felhúzatta és elégettette, de esetenként egész területeket is felgyújtatott. A gazdák eleinte nem akarták elhinni, hogy egy apró kis rovar tönkreteheti szőlőiket, így az irtást vezető Vettert ellenségként kezelték, akinek testi épségét állandóan rendőr védte. A szomszédos Ruszt előrébb járt a védekezésben, ahol sikerrel alkalmazták a szénkéneges gyérítést, ezzel párhuzamosan pedig az amerikai alanyra oltott európai szőlővesszők telepítésével megindult a szőlőskertek fokozatos felújítása. Kis késéssel ugyanezt a módszert kezdték Sopron körül is alkalmazni. A Vetter Pál által alapított János-telepen kezdődött meg az amerikai alanyokra való átoltás. Magyarország mellett Ausztria és Horvátország is fontos piaca volt a soproni oltványoknak. Összesen 27-féle – elsősorban fehér – fajtát oltottak át, de a kékfrankossal is foglalkoztak.
A kékszőlő fajták aránya az újratelepített szőlőskertekben jelentősen megnövekedett, a furmint és más fehér fajták szerepe némileg visszaszorult. A közizlés is mindinkább a vörösborokat kereste, amelyeket így kedvezőbben értékesíthették. Ennek megfelelően előtérbe került a kékfrankos fajta ("nagyburgundi" néven), amelyet egyre nagyobb területen telepítettek. A fehér fajták szerepe az újratelepítést követően is jelentős maradt, a fehérbor értékesítése egyre nehezebb lett. 1896-ban bortörvényt alkottak, mely felsorolta a telepítésre engedélyezett fajtákat a Sopron-Ruszt-Pozsonyi borvidéken, ezek a furmint, a rakszőlő, az ezerjó, a muskotály, a zöld szilváni, az olaszrizling, a zöld veltelini, a piros veltelini, a vöröshegyű, a szürkebarát, a mézesfehér és a tramini; valamint a kékszőlők közül a kékfrankos, a kékoportó, a cabernet és a merlot.
Az első világháborút követő Trianoni békeszerződés következményeként a Sopron-Ruszt-Pozsony borrégió 3 országba szakadt. Az Osztrák–Magyar Monarchia megszűnése miatt a soproni bor elvesztette ausztriai piacát, a szlávokkal való feszült viszony pedig megszüntette a Csehszlovákia felé irányuló exportot. Míg Csehszlovákia 1920-ban borfogyasztásának felét hazánkból szerezte be, 1925-re ez a mennyiség 1%-ra csökkent le. Hasonlóan alakultak a számok a többi utódállam esetében is. A soproni bor mély válságba került, a vörösborra irányuló belső kereslet növekedése vezetett a kékfrankos fajta további terjedéséhez.

### A második világháborútól napjainkig
A második világháború után 1946–47-ben a poncichterek nagy részét kitelepítették, a szőlőültetvényeket államosították. Ekkor került igazán előtérbe az olcsón és nagyüzemben termeszthető kékfrankos. Az 1960-as évektől a kékfrankos nagy fürtre szelektált klónját, az un. "teltfürtű" változatot telepítették tömegesen. Ez nagyobb fürtjével és létartalmával megkönnyítette a tervszámok teljesítését. A "teltfürtű" klón telepítésének következtében jelentősen visszaszorultak a kisebb fürtű és jobb bort adó "kisburgundi" és "nagyburgundi" kékfrankos változatok. Az 1960-as évek elejére már a szőlőterület háromnegyedén kékfrankos termett, a fennmaradó területen a kékoportó, a tramini, a zöld veltelini, a piros veltelini, az olaszrizling, a leányka és a sárga muskotály osztozott. A szőlőművelést gépesítették. A nagy hozamok miatt a gyümölcs gyakran nem érett be, a soproni bor minőségi mélypontra került. A korszak soproni kékfrankosa világos rubin színű, vékony, erősen savas, fanyar és kesernyés. Az igénytelen nagyüzemi borkészítés máig is érzékelhető károkat okozott.
1987-ben a Nemzetközi Szőlő és Borhivatal Sopronnak a "bor városa" címet ítélte oda. A rendszerváltás után természetesen a szőlőültetvények nagy részét privatizálták, újraalakultak a családi borgazdaságok. A minőségi fejlődés azonban rendkívül lassú; híres történelmi borvidékeink közül Sopron az utolsók között ébredezik. 2003-ban a város levédette a "kékfrankos fővárosa" elnevezést.
Az osztrák boripart a 80-as években alapjaiban megrázó, gyökeresen megtisztító úgynevezett glikol-botrány után a szomszédos Burgenland és Ruszt bortermelése 15 év alatt világszínvonalra emelkedett. Újra híres és keresett lesz a ruszti aszú. A kékfrankossal is az osztrák borászok érnek el jelentős nemzetközi sikereket, aminek köszönhetően a fajtát ("Blaufränkisch" néven) a nemzetközi borvilág Ausztriával azonosítja. A régió osztrák része Blaufränkischland néven vált újra ismertté.

## Éghajlata
A soproni borvidék a szőlőtermesztés északi határán fekszik. A nyarak relatíve hűvösek és csapadékosak, a telek viszont a Fertő kiegyenlítő hatása miatt enyhék. A közeli Alpok magas hegyei fékezik a hideg légáramlatokat. Domborzata régió észak-nyugat felé nyitott, így időjárás gyakorta szeles.
A kiegyenlített éghajlata enyhén kontinentális,  a szubalpin hatás miatt az ország többi részénél hűvösebb és csapadékosabb. Az éves középhőmérséklet 9–10 °C között változik, a napsütéses órák száma évente 1800 és 1900 között. Az éves csapadék 650 és 900 mm közötti, általában 700–750 mm.
A borvidék leghidegebb régiója Kőszeg, ahol a 300 m körüli tengerszint feletti magasság az országos átlagnál legalább egy hónappal rövidíti meg a tenyészidőt.

## Alapkőzet és talaj
A Soproni-hegység talaja a földtörténeti ókorban kialakult kristályos gneiszen és csillámpalán keletkezett; ezekre az alapkőzetekre helyenként miocén kavics, agyag, mállott mészkő és homokkő. később lösz települt. A szarmata és pannon rétegek törmelékein, mészkövön barna erdőtalajok, a löszön löszös vályogtalaj, emellett laza pleisztocén homoktalajok alakultak ki. A kristályos palák jellemző talajfélesége a kőzettörmelékekben dús ranker.

## Domborzat
A táj domborzata kedvez a szőlőművelésnek. Az ültetvényeket a Fertő körüli dombokra, valamint a Soproni-hegység déli és keleti lejtőire telepítették úgy, hogy az északi területen a legtöbb lejtő keletnek, a keleti körzetben inkább délnek néz. A déli domboldalakat a hegyek megvédik az északnyugatról érkező hidegtől, és az átlagnál szerencsésebb mikroklímát alakítanak ki.

## Szőlőültetvények és -fajták
A borvidék jelentősebb dűlőit inkább csak a helyi termelők ismerik. A 2020-as években a Stein Sperner és a Frettner dűlők nevét emlegetik Franz Weninger kitűnő, dűlőszelektált borai miatt.
Sopron és környéke ma elsősorban vörösbor termeléséről híres (a terület öthatod részén vörösborszőlő terem). Elsöprő a kékfrankos dominanciája, amit csak nagy késéssel követ a zweigelt és a cabernet sauvignon. Az utóbbi év hatalmas sikere volt Franz Weninger syrah bora az ehhez a melegkedvelőnek ismert fajtához képest igencsak északi területen. A fehérborok közül a hagyományos zöld veltelini mellett a chardonnay, a tramini és a sauvignon blanc említhető.
A fajtaösszetétel a 20. században változott meg radikálisan, amikor  a század elején, a filoxéravész után még kizárólag fehérbort termelő tájon az igények változása miatt a vörösbor jutott uralomra. A minőségi borok iránti kereslet csökkent ugyan, de az iparosodással létrejött egy, a közepes minőségű, olcsóbb borokat igénylő társadalmi réteg. A jó üzleti érzékű soproni gazdák felhagytak a kevesebbet termő minőségi fehérbor fajtákkal és a szálvesszős műveléssel nagy termést adó kékfrankos tömeges telepítésével vörösbort termő vidékké tették Sopront. A fordulat radikális jellegét mutatja, hogy 1861-ben a városban termelt 21 970 hl bornak csak 10 %-a volt vörös, az is oportó.
Sopron hagyományos szőlőfajtája a 20. század elején a zöld veltelini volt. Korábban, a filoxéravész előtt, a 19. században még a furmint bizonyult a legjobb minőséget adó szőlőfajtának, és ebből kedvező időjárás mellett, késői szüreteléssel aszúbort is termeltek. Ez volt az az árucikk, amelyre nagy volt a külföldi kereslet, ráadásul az aszú kémiai tulajdonságai miatt jól szállítható volt. 1893-ban pl. 1000 hektoliter, 1894-ben 500 hektoliter, 1895-ben 200 hektoliter aszúbort termeltek a soproni borvidéken.
A filoxéravész után eltűnt a soproni aszú és csak a Fertő-parti Ruszton élt tovább. 1919 után Ruszt Ausztriához került, ahol a kiemelkedő évjáratokban ma is készítenek aszút.
A kékfrankos ma már soproni borfajtának számít. A Hegyközségi tanács rendtartása által telepítésre engedélyezett borszőlő fajták:
- Fehér fajták: chardonnay, zöld veltelini, sauvignon blanc, zenit, Irsai Olivér;
- Kék fajták: kékfrankos, zweigelt, cabernet sauvignon, cabernet franc, merlot, pinot noir, syrah.[1]

A fentieken túl a következő, úgynevezett "kiegészítő fajták" (a meghatározott termőhely ökológiai adottságait jól hasznosító, de a termőhely borainak sajátos jellegében alárendelt szerepű, államilag elismert fajták) termeszthetőek: korai piros veltelini, királyleányka, pinot blanc, tramini, furmint, blauburger és turán.
A szabályozás engedélyezi a következő szőlőfajták már meglévő ültetvényeinek művelését, de tiltja további telepítésüket (ezek az úgynevezett „ültetvényes fajták”): olaszrizling, rizlingszilváni, szürkebarát, zengő, zala gyöngye, cserszegi fűszeres, ezerfürtű, rajnai rizling, sárga muskotály, semillon, nektár, domina, bianca, illetve portugieser, rubintos, blauburger, piros veltelini, medina, néró, blauer, frühburgunder, kadarka.
A soproni borvidéken telepített szőlők kb. 75 %-a kékszőlő, amelynek összesen 70 %-a a kékfrankos, amiért Sopron magát „a kékfrankos fővárosának” nevezi. Termőterület szempontjából sorrendben a zweigelt, a cabernet sauvignon, a cabernet franc, a merlot és a pinot noir követi. A fehér fajták szerepe marginális, közülük legelterjedtebb a zöld veltelini, a chardonnay, a tramini, a zenit és a sauvignon blanc.

## Szőlészet és borkészítés
A hűvös éghajlat és a helyenként erősen meszes talaj miatt az itt termett vörösborok savhangsúlyosak, viszont nem sok bennük a tannin: tipikusan „északiasak”.
Alkoholtartalmuk kisebb a magyar átlagnál, de ez napjaink bordivatjának ismeretében nem hátrány.
A borvidéken szép fehérborokat is készítenek. Sopron fehér borai általában egyszerűek és gyümölcsösek, friss savakkal. Gyakran kemények, szárazak, gazdag gyümölcsös zamatokkal és illatokkal. Az élénk, friss soproni fehérborok megfelelő pincetechnika után rendkívül szép savakat mutatnak fel. Általában alacsony hőmérsékleten, acéltartályban erjesztik és érlelik, majd gyorsan palackba töltik őket. Nehezen érthető, miért nem fektetnek nagyobb hangsúlyt a fehér borok előállítására a soproni termelők, hiszen a környezeti viszonyok jobban kedveznek a nagy fehér boroknak, mint a vörösöknek. További rejtély, miért mondtak le az évszázadokig sikert, hírnevet és anyagi hasznot hozó furmint termeléséről.N
A borvidék legsikeresebb borai az északi, Sopronhoz és Fertőrákoshoz közeli körzet dűlőiből származnak, a keleti körzet borai kevésbé karakteresek.
A vezető pincészetek közül ki kell emelnünk a ma már biodinamikus módszerekkel dolgozó
- Franz Weningert,
- Luka Enikőt,
- a Jandl pincét
- a Pfneiszl Pincészetet,
- a Vincellér Házat,
- a Ráspi pincét (Horváth Józseffel).[1]

A nagyobb mennyiséget termelő pincészetek közül a Magyar Dezső vezette Lővér Pince emelhető ki. Taschner Kurt kitűnő pezsgővel jött ki a piacra. Meg kell említenünk Rigler Zsoltot is, aki országos szinten is mintaértékű munkát végzett a borvidék marketingjéért.
Elmondható, hogy a legjobb termelők a vörösborok készítésére specializálódtak. Sokszor egyáltalám nem termelnek fehérbort, de ha igen, akkor csak kínálatuk alsó szegmensében találjuk meg ezeket. A soproni fehérbor a borvidék határain kívül ritka, nehezen hozzáférhető. Leggyakrabban a chardonnay, a leányka, a sauvignon blanc és a zöld veltelini borával találkozunk.
A soproni vörösbor jellemzően közepes testű és alkoholtartalmú, friss és jó savtartalmú.
A borvidék klasszikus bora a kékfrankos. A minőségi kékfrankos bort jellemzően válogatással ellenőrzött, jó minőségű gyümölcsből készítik. A zúzás és bogyózás után általában acéltartályban, szabályozott hőmérsékleten erjesztik. Ezt jellemzően kis fahordós érlelés követi, amely mikrooxidációval érleli és kerekíti a bor csersav- és savtartalmát. Az almasav is a hordóban bomlik le. A soproni kékfrankos száraz, közepes testű, közepes alkohol- és csersavtartalmú bor, amely a nagy savtartalmú, fűszeres és piros bogyós gyümölcsökre (cseresznye, meggy) emlékeztető aromájú. Jellemző a hordós érlelés nélküli, csak acéltartályban érlelt kékfrankos bor is, amely friss, gyümölcsös és természetesen nélkülözi a hordós érlelésre jellemző aromákat.
A kékfrankos mellett a leggyakrabban a zweigelt és a merlot fajtákból készül fajtabor. A borvidék klímája miatt ezek a vörösborok hűvös karakterűek, frissek, főként piros bogyós gyümölcsökre emlékeztető aromákkal. Találkozhatunk még cabernet sauvignon és cabernet franc fajtaborokkal is, de ezek a későn érő fajták — főként a cabernet sauvignon — csak a csúcsévjáratokban tudnak érnek be teljesen. Gyengébb vagy átlagos évjáratokban az éretlen alapanyagból készített bor nyers marad, a cabernet fajtákra jellemző magas metoxipirazin-tartalom miatt a paprika-zöldpaprika lehet az uralkodó aromajegy, a húzós és keserű csersavon a hosszas érlelés sem segíthet. A pinot noir kisebb területen van jelen a borvidéken. A klíma és talaj elvben megfelelő a fajtának, de idáig csak kevés termelő tudott igazán jó pinot noirt készíteni.
A borvidéken találkozhatunk vörös házasításokkal is, amelyek alapja természetesen a kékfrankos, amit a cabernet fajták borai:
- merlot,
- zweigelt,
- esetleg syrah vagy

a borvidéken honos egyéb fajták bora egészíthet ki.
Jellemző lehet a soproni rozé bor is, amely rövid héjon áztatva, alacsony hőmérsékleten erjesztve készül — leginkább a kékfrankosból, de bármely más, a borvidéken megtalálható fajta is adhat rozé alapot. A soproni rozé friss, üde, nagy savtartalmú. Íze virágra és piros bogyós gyümölcsökre emlékeztet.
A borvidék egykor híres volt későn szüretelt, természetes édes borairól, sőt aszúiról is. Ezek ma ritkaságok, pedig a Fertő által biztosított klíma, a magas páratartalom segíti a szőlő nemesrothadását. Ausztriában a szomszédos Ruszt ma is világhírű édes és aszúborairól, amelyek legszebb példái elérik tokaji társaik minőségét is.

## Szőlőhegyi építészet
A borturizmus érdekes állomásai lehetnek a soproni borvidéken vagy ahhoz közel épült borospincék, amelyek közül sok értékes népi műemlék. Kőszegszerdahely és Cák vidékén híresek a boronafalú, zsúpfedeles, előrebukó fedélszékű, úgynevezett „kalabukos” parasztpincék. Hasonlóan szép pincesor húzódik a magyar határtól alig két kilométerre fekvő, de már Burgenlandhoz számító Szentkút (Heiligenbrunn) szőlőhegyén is.
A borvidékről leválasztott Vasi hegyhát számos falvában maradtak fent elragadó külsejű öreg boronapincék, így például
- Oszkón,
- Döbörhegyen,
- Szarvaskenden,
- Hegyháthodászon,
- Petőmihályfán.

A javarészt a „falusi klasszicizmus ”stílusában épített vaskeresztesi és felsőcsatári pincék egy polgárosodott(abb) borkultúra képét tükrözik.

## VINODOM Közösségi Vinotéka
A Farkas Ciprián, Sopron polgármestere által „a soproni bor agorájának” nevezett borszaküzletet a város központjában, a Deák téren nyitották meg 2023 júniusában (ezután több hétig zárva volt, mert nem készült el az átadásra). A bemutató helyet 100 millió forintos kormányzati és önkormányzati támogatással hozták létre. Miután valóban megnyílt, néhány további hétig csak nézelődni lehetett benne, ugyanis késve kérték meg a leendő bolt árusítási engedélyét.
2023 novemberében a palackozott borok már vásárolhatóak, a bor kimérése, illetve (helyben) kóstolása azonban továbbra is tilos, ugyanis az épület egy iskola mellett van, tehát bejárataik nincsenek 200 m-nél messzebb egymástól.

## Fontosabb termelők
A borvidéken minőségi szempontból meghatározó termelők:
- Lővér Pince
- Gangl Borászat
- Jandl Pincészet
- Luka Pincészet (Luka Enikő)
- Pfneiszl Pincészet
- Puklusvin Kft. Archiválva 2023. július 21-i dátummal a Wayback Machine-ben
- Ráspi (Horváth József)
- Taschner Bor- és Pezsgőház
- Töltl Pincészet
- Vincellér Borbirtok
- Weninger Pincészet
- Kampits Családi Pince
- Tóth Pincészet
- Stefanich Pincészet
- Vinora Borház